# Speocropia
Speocropia is een geslacht van vlinders van de familie Uilen (Noctuidae), uit de onderfamilie Hadeninae.

## Soorten
- S. aenyra Druce, 1889
- S. chromatica Hampson, 1908
- S. eugrapha Hampson, 1908
- S. fernae Benjamin, 1933
- S. grandimacula Schaus, 1911
- S. leucosticta Hampson, 1908
- S. nigrofasciata Zerny, 1916
- S. placida Stoll
- S. scriptura Walker, 1858
- S. trichroma Herrich-Schäffer, 1868